# 1461 Trabzon Spor Kulübü
Il 1461 Trabzon Spor Kulübü è una società calcistica turca con sede a Trebisonda. Milita nella Bölgesel Amatör Lig, la quinta serie del campionato turco di calcio.
Il club ha cambiato il proprio nome in Trabzon Karadenizspor nel 2008. I colori sociali sono il marrone e il blu. Gioca le proprie partite interne allo Stadio Akçaabat Fatih di Trebisonda (7 000 posti).

## Storia
Il club fu fondato nel 1998 come Değirmenderespor e militò negli anni seguenti nel campionato dilettantistico di Trebisonda. Dopo aver ottenuto la promozione in TFF 2. Lig nel 2008, il Trabzonspor Kulübü  acquistò il club, facendone una filiale e rinominandolo Trabzon Karadenizspor. Il club è dunque composto in gran parte da giocatori in prestito o ex giocatori del Trabzonspor A 2, compagine giovanile del Trabzonspor.

## Palmarès

### Altri piazzamenti
- TFF 1. Lig:

Terzo posto: 2012-2013
- TFF 2. Lig:

Vittoria play-off: 2014-2015

## Rosa
| N. |                    | Ruolo | Calciatore           |
| -- | ------------------ | ----- | -------------------- |
| 20 | Turchia (bandiera) | D     | Gökhan Alsan         |
| 21 | Turchia (bandiera) | C     | Mehmet Sıddık İstemi |
| 22 | Turchia (bandiera) | A     | Gökhan Gümüşsu       |
| 23 | Turchia (bandiera) | D     | Aytaç Ak             |
| 26 | Turchia (bandiera) | P     | Bora Sevim           |
| 5  | Turchia (bandiera) | D     | Mustafa Akbaş        |
| 7  | Turchia (bandiera) | A     | Bünyamin Aksoy       |
| 8  | Turchia (bandiera) | C     | Abdulkadir Özdemir   |
| 9  | Turchia (bandiera) | A     | Mustafa Tiryaki      |
| 12 | Turchia (bandiera) | A     | Sefa Akın Başıbüyük  |
| 14 | Turchia (bandiera) | C     | Arif Morkaya         |
| 15 | Turchia (bandiera) | C     | Abdullah Karmil      |
| 17 | Turchia (bandiera) | D     | Mehmet Kuruoğlu      |
| 32 | Turchia (bandiera) | D     | Uğur Dündar          |
| 61 | Turchia (bandiera) | C     | Emrullah Kokoç       |
| 66 | Turchia (bandiera) | P     | Kubilay Anteplioğlu  |

| N. |                    | Ruolo | Calciatore        |
| -- | ------------------ | ----- | ----------------- |
| 88 | Turchia (bandiera) | D     | Alım Öztürk       |
| 89 | Turchia (bandiera) | C     | Kadir Keleş       |
| 1  | Turchia (bandiera) | C     | Barış Memiş       |
| 2  | Turchia (bandiera) | C     | Göksu Alhas       |
| 19 | Ghana (bandiera)   | C     | Torric Jebrin     |
| 89 | Turchia (bandiera) | C     | Hüseyin Yahyaoğlu |
| 33 | Nigeria (bandiera) | A     | Chico Ofoedu      |
| 89 | Turchia (bandiera) | C     | Batuhan Artarslan |

## Staff tecnico
| Ruolo                    | Nome                |
| ------------------------ | ------------------- |
| Allenatore               | Mustafa Reşit Akçay |
| Preparatore atletico     | Turgay Karslı       |
| Medico                   | Metin Kara          |
| Massaggiatore            | Metin Zihni         |
| Preparatore dei portieri | Omay Yılmazer       |

## Organigramma societario
| Nome            | Ruolo               |
| --------------- | ------------------- |
| Suat Şen        | Presidente          |
| Coşkun Kantekin | Vicepresidente      |
| Ramazan Ünal    | Segretario generale |